# Black Velvet (cóctel)

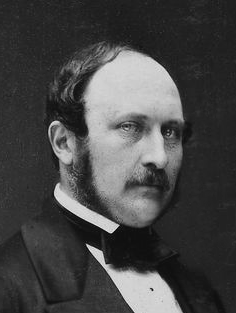
El príncipe Alberto en 1860, el año antes de su muerte

El Black Velvet ('terciopelo negro') es un cóctel hecho con una cerveza estilo stout como Guinness, y un vino espumoso estilo champán.

## Historia
La bebida fue preparada por primera vez por un camarero del Brooks's Club en Londres en 1861 para llorar la muerte del príncipe Alberto, el príncipe consorte de la reina Victoria. Se supone que simboliza los brazaletes negros que llevan los dolientes. Se dijo que «incluso el champán debería estar de luto». Hoy en día, sin embargo, la bebida no es exclusiva del duelo.

## Preparación
El Black Velvet se elabora mezclando partes iguales de cerveza negra y champán o sidra sin hielo.

### Variación en capas
También se puede hacer un Black Velvet llenando una flauta de champán hasta la mitad con vino espumoso y luego vertiendo cerveza negra fría hasta colmarla. Las diferentes densidades de los líquidos hacen que permanezcan en gran parte en capas separadas (como en un pousse-café). El efecto se logra mejor vertiendo la cerveza negra sobre una cuchara boca abajo sobre la parte superior del vaso.

## Bebidas similares
- Cuando se usa sidra o perada en lugar de champán, todavía se la conoce como Black Velvet en su país de origen (el Reino Unido).[6] Fuera del Reino Unido, la versión de sidra a veces se conoce como Poor Man's Black Velvet.[5][7]
- En Alemania, una versión de la bebida hecha con Schwarzbier (una cerveza rubia oscura) y servida en una jarra de cerveza o jarra de cerveza se llama Bismarck en honor al canciller, Otto von Bismarck, quien supuestamente la bebió por galón.[8][9][10]
- El Champagne Velvet apareció en la guía de cócteles Jack's Manual de 1910 de Jacob Grohusko. Esta receta incluye partes iguales de porter frío y champán, removido lentamente en una copa.[11]

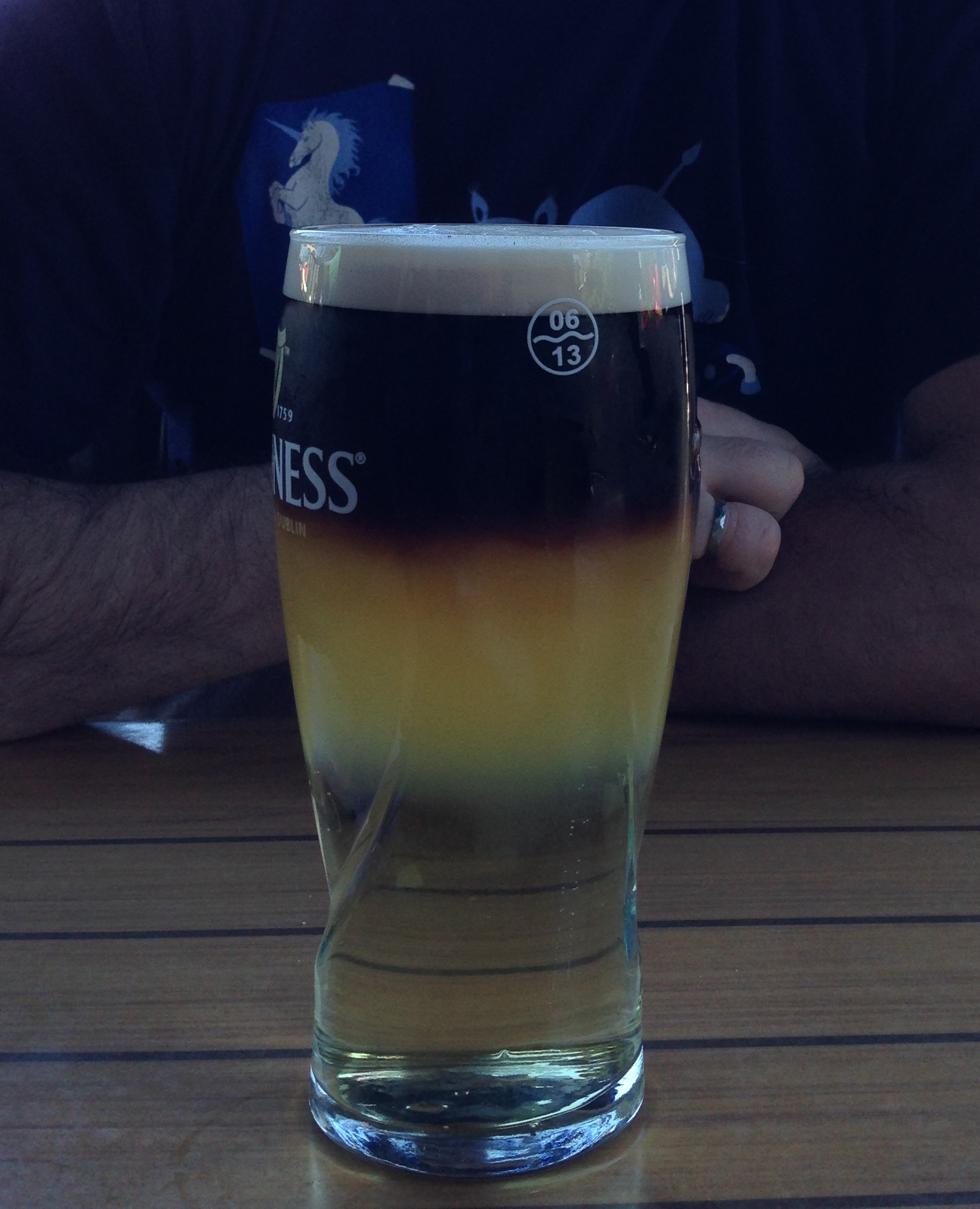